# جيسي إنجلش
جيسي إنجلش (بالإنجليزية: Jesse English)‏ هو لاعب كرة قاعدة أمريكي، ولد في 13 سبتمبر 1984 في أوسيانسيدي في الولايات المتحدة.

## وصلات خارجية
- جيسي إنجلش على موقع دوري كرة القاعدة الرئيسي (الإنجليزية)
- جيسي إنجلش على موقعبيزبول رفرنس.كوم (الدوري الرئيسي) (الإنجليزية)
- جيسي إنجلش على موقعبيزبول رفرنس.كوم (الدوري الثانوي) (الإنجليزية)
- جيسي إنجلش على موقع إي إس بي إن.كوم (أم.أل.بي) (الإنجليزية)
- جيسي إنجلش على موقع مشجعي الرسوم البيانية (الإنجليزية)